# Villanueva del Rosario
Villanueva del Rosario is een gemeente in de Spaanse provincie Málaga in de regio Andalusië met een oppervlakte van 44 km². In 2007 telde Villanueva del Rosario 3547 inwoners.

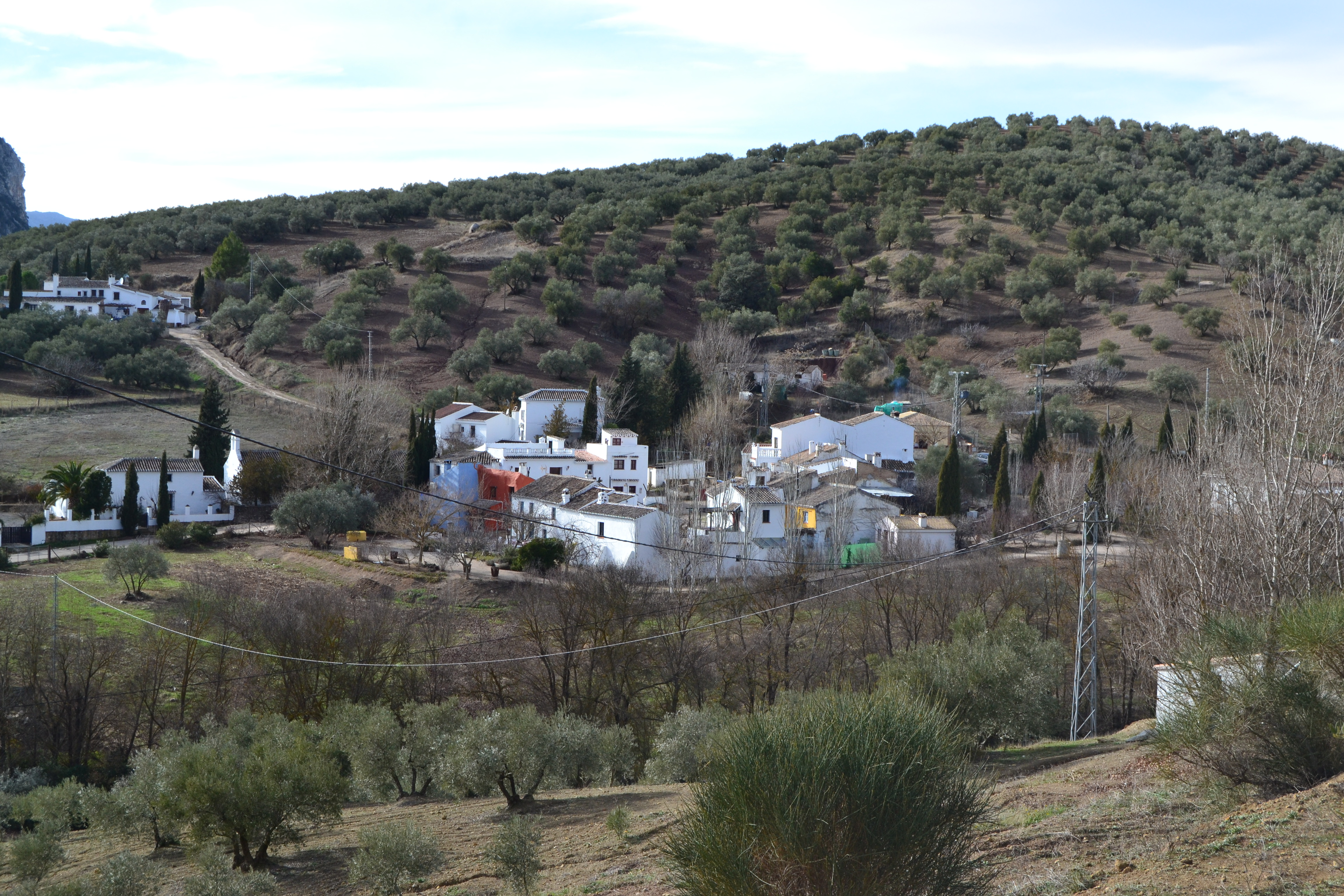
Villanueva del Rosario